# Freesia laxa
Freesia laxa är en irisväxtart som först beskrevs av Carl Peter Thunberg, och fick sitt nu gällande namn av Peter Goldblatt och John Charles Manning. Freesia laxa ingår i släktet Freesia och familjen irisväxter.

## Underarter
Arten delas in i följande underarter:
- F. l. azurea
- F. l. laxa